# Zumarraga
Pour les articles homonymes, voir Zumarraga (homonymie).
Zumarraga en basque ou Zumárraga en espagnol est une commune du Guipuscoa dans la communauté autonome du Pays basque en Espagne.

## Étymologie
Le nom de la commune provient du basque signifiant étymologiquement lieu de l'orme, du basque zumar (orme) et le suffixe -aga, qui indique une localisation.
Le toponyme a été écrit historiquement comme Zumárraga, bien que depuis 1996 la seule dénomination officielle de la commune est celle de Zumarraga (sans l'accent, selon les règles orthographiques du basque moderne). L'accentuation du nom en basque et espagnol est identique, bien que varie légèrement la prononciation, puisqu'en basque le z est prononcé comme un s sibilante, c'est-à-dire comme ssumarraga.
Aux Philippines il existe une commune du même nom, dans la province de Samar.

## Géographie
Zumarraga est enclavée dans la vallée guipuscoanne de l'Alto Urola. Il s'agit d'une vallée étroite, avec une largeur de quelque 3 km.
Par l'ouest, la rivière Urola la sépare de sa voisine Urretxu, avec lequel elle forme un même noyau urbain.
Par le sud elle est délimite avec Legazpi et Gabiria, par l'ouest avec Ezkio-Itsaso et par le nord avec Azpeitia et Azkoitia.
Les montagnes principales de Zumarraga sont : au nord, Samiño (930 m) où se trouve le point de repère qui délimite Zumarraga, Azpeitia et Azkoitia, Izazpi (967 m), où un peu en dessous du sommet de celui-ci se trouve le point de repère qui délimite Zumarraga, Azpeitia et Ezkio-Itsaso et sur le noyau urbain, Beloki (660 m) sur le flanc duquel se trouve l'ermitage de l'Antigua, et déjà dans ce qui est du sud-est la montagne Argixao.

## Histoire
Les premières données relatives à Zumarraga apparaissent en 1366, quand  Henri II prétendant, qui combattait dans la guerre civile sanglante du milieu du XIVe siècle contre son demi-frère le roi  Pierre Ier dit le Cruel, a fait don du  monastère de Zumarraga au Seigneur de Lazcano. Plus tard, en souhaitant sortir du contrôle étroit auquel il avait soumis les habitants de cette zone est Pariente Mayor, le 11 décembre 1383, dans le lieu d'Urrutia, situé actuel quartier d'Eitza, on a signé une écriture de concorde avec la ville d'Urretxu récemment née. Cet accord a été confirmé par  Jean II, en 1385, et ratifié par Henri III. Cependant, en 1405, on a déclaré sans effet de tels accords et on a décrété que les deux communes devaient appartenir à Segura, leur voisine, où elle a été assignée jusqu'en 1411. En date non déterminée elle a versé dans la grande mairie d'Arería, dans laquelle elle est restée jusqu'en 1660, et en 1661 Zumarraga a reçu le titre de Villa.
Au début Zumarraga était une population établie dans des noyaux dispersés, fermes dispersés, autour de la paroisse qui était Santa María de Zumarraga, plus tard connue populairement comme « l'Antigua ». Depuis la fin du XVe siècle, s'est situés plus près de la rivière, en créant un noyau « urbain » à partir d'Eizaga. Cela a provoqué que, le temple paroissial situé encore  dans la montagne, soit sollicité dans le second tiers du XVIe siècle, de la part des autorités ecclésiastiques le transfert de la paroisse au fond de la vallée, ce qui a entraîné un transfert ou un nouveau placement.
Les dates clef dans la commune sont : 
- les premières ordonnances municipales de 1526,
- le premier Plan d'Urbanisme, par l'architecte Estibanz, en 1860,
- l'établissement du marché bimensuel des jeudis en 1865, aujourd'hui hebdomadaire, qui a lieu le samedi sur la Place d'Euskadi et qui est la vitrine de la production agricole des « baserritarras » (fermiers) de la zone,
- l'inauguration de la nouvelle Casa Consistorial (mairie) en 1866, qui a été restaurée en 1986 sur la base de critères esthétiques innovateurs,
- l'inauguration du nouveau cimetière en 1875, qui a été restauré en 1984 dans un retour à la crypte,
- la première arrivée d'eaux en 1901,
- l'installation en ville de l'entreprise Esteban Orbegozo, S.A en 1930, qui a signifié la création de nombreux postes de travail, avec une forte immigration dans la décennie des années 1950 et une croissance démographique impressionnante - en quadruplant la population, qui a atteint son aboutissement en 1977 avec une population de 12 619 habitants, moment où la crise économique varie la tendance et commence une émigration, supérieure à l'augmentation végétative, que réduit la population aux 10 324 habitants actuels.

Une mention distincte mérite, s'agissant d'un élément décisif dans l'histoire de Zumarraga, le chemin de fer donc, en vain, est arrivée à disposer de trois gares différentes. En 1864 on a inauguré le Ferrocarril du Nord (aujourd'hui RENFE (équivalent espagnol de la SNCF)), ligne Madrid-Paris. En 1889 on a inauguré les Ferrocarriles Vascongados (Lignes de chemins de fer basques), ligne Zumarraga-Málzaga, et, finalement, en 1926 le Ferrocarril de l'Urola, connu comme le « Gure trena » (notre train en basque), ligne Zumarraga-Zumaia. Un tel fait, rassemblé à titre allégorique, dans une sculpture de Vicente Larrea (1986) située dans la Casa Consistorial, a transformé cette commune en un des noyaux de communications des plus importants du Pays basque, en reliant le Plateau avec la côte du Guipuscoa et avec la Biscaye. Actuellement il ne reste en fonctionnement que la RENFE.
Zumarraga a été le berceau de Miguel López de Legazpi, colonisateur des Îles philippines au XVIe siècle - dont la statue s'élève sur la place principale de la ville depuis 1897 - et dont la maison indigène, la connue Casa-Torre de Legazpi ou Jauregi Haundia, est encore conservée restaurée. Elle abrite actuellement l'Escuela de Música Secundino Esnaola (école de musique secondaire Esnaola).

## Personnalités liées à la commune

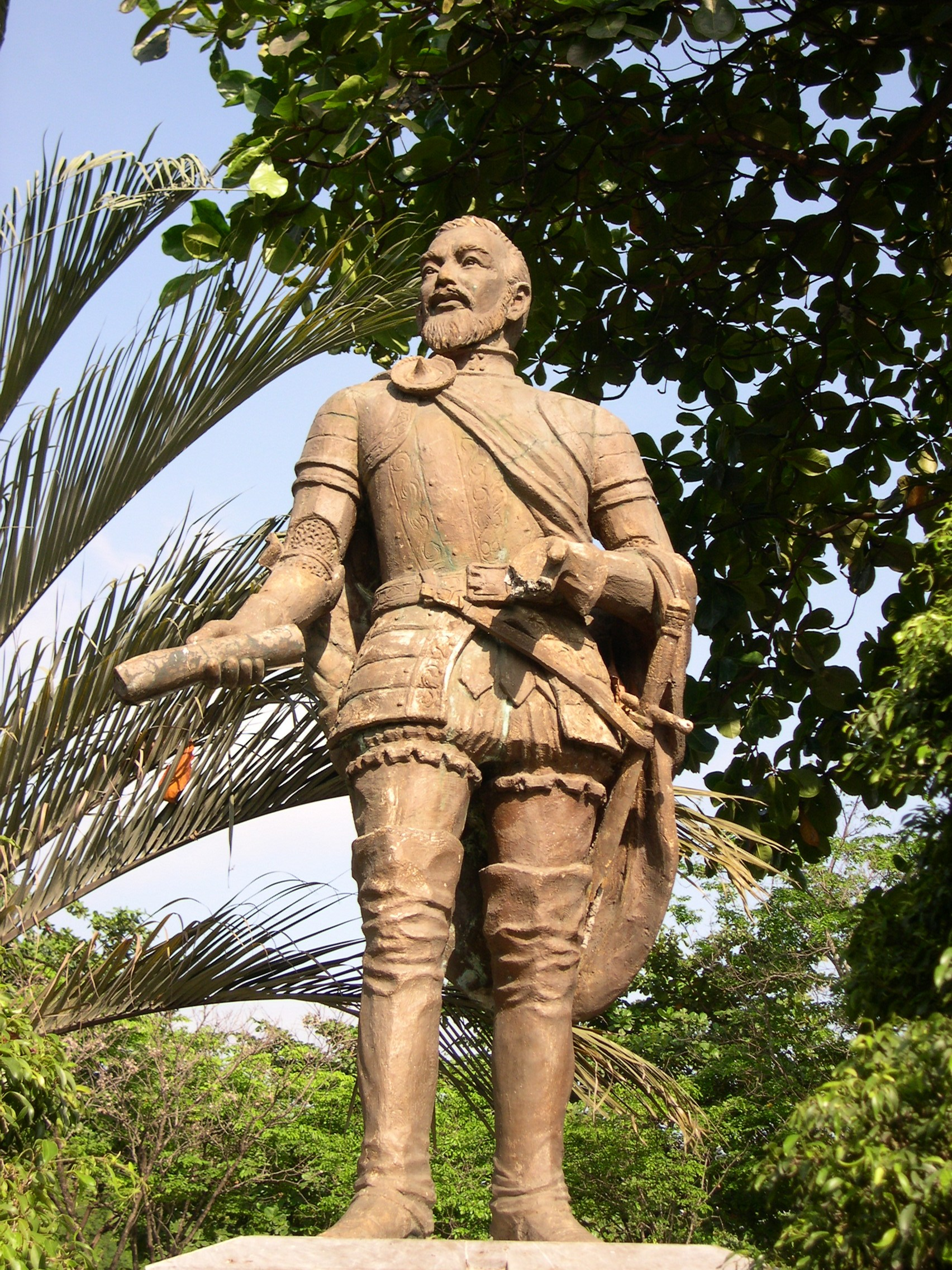
Statue de Legazpi dans la ville de Cebu

- Miguel López de Legazpi (1502-1572) : conquistador des Philippines et fondateur de Manille.
- Secundino Esnaola Berrondo (1878-1929) : musicien et compositeur. Troisième directeur de l'Orfeón Donostiarra. Parmi ses œuvres, on remarque : Uso txuriya, Loa, loa, Amak ezkondu ninduen, Pello Joshepe, Gernikako arbola, Euzko Izkuntza, Dringilin dron eta Rapsodia Vascongada...
- Josu Jon Imaz (1963-) : ex-président du Partido Nacionalista Vasco.
- Iñaki Urdangarin (1968-) : ex-joueur international de handball et mari de l'Infante Cristina.
- Aitor González (1975-) : coureur cycliste, vainqueur du Tour d'Espagne 2002 est né à Zumarraga.

### Sources
- (es) Cet article est partiellement ou en totalité issu de l’article de Wikipédia en espagnol intitulé « Zumárraga » (voir la liste des auteurs).